# 1022
Năm 1022 là một năm trong lịch Julius.

## Sinh
- Harold Godwinson